# Xã Richland, Quận Desha, Arkansas
Xã Richland (tiếng Anh: Richland Township) là một xã thuộc quận Desha, tiểu bang Arkansas, Hoa Kỳ. Năm 2010, dân số của xã này là 343 người.